# Ilia Beriasvili
Ilia Beriasvili, grúzul: ილია ბერიაშვილი (Telavi, 1998. július 9. –) grúz labdarúgó, az MTK Budapest játékosa.

## Pályafutása

### Klubcsapatokban
A pályafutását Grúzia második ligájában kezdte, a Kaheti Telavi és az Alazani Gurdzsaani klubjaiban. 2017-ben szerződést írt alá az első ligás Telavi klubbal. A 2019-es szezonban a klubbal együtt az első liga bronzérmese lett, és feljutott a topligába, legyőzve Rusztavit a rájátszásban. Az első osztályban a bemutatkozó szezonjában Beriasvili 14 mérkőzésen játszott, 1 gólt szerzett.
2021. július 10-én debütált az orosz másodosztályban az Rotor Volgograd színeiben. Az orosz második ligában 25 mérkőzésen kapott lehetőséget és 3 gólt szerzett.
2022. december 13-án a Mezőkövesd együtteséhez igazolt. Másfél szezon alatt 39 bajnoki mérkőzésen lépett pályára és 1 gólt szerzett.
2024. június 12-én jelentették be, hogy az MTK-hoz igazolt, három évre írt alá.

### A válogatottban
2019 és 2020 között kilencszer szerepelt a grúz U21-es válogatottban.

## Fordítás
- Ez a szócikk részben vagy egészben  az   Ilia Beriashvili című angol Wikipédia-szócikk ezen változatának fordításán alapul.  Az eredeti cikk szerkesztőit annak laptörténete sorolja fel. Ez a jelzés csupán a megfogalmazás eredetét és a szerzői jogokat jelzi, nem szolgál a cikkben szereplő információk forrásmegjelöléseként.